# اولادیا اسلاوچوا-استفانووا
اولادیا اسلاوچوا-استفانووا (انگلیسی: Evladiya Slavcheva-Stefanova؛ زادهٔ ۲۵ فوریهٔ ۱۹۶۲) بازیکن بسکتبال اهل بلغارستان است.
از باشگاه‌هایی که در آن بازی کرده‌است می‌توان به اشاره کرد.